# アントニオ・ベナリーヴォ
アントニオ・ベナリーヴォ（Antonio BENARRIVO、1968年8月21日 - ）は、イタリア出身の元同国代表の元サッカー選手。選手時代のポジションはディフェンダー。スピードがあり、サイドバックとして、攻守にサイドの上下運動を繰り返し、疲れ知らないかの様な運動量でチームに貢献した。

## クラブ経歴
幼少の頃は、バスケットボールをしていて、プレーメーカーを務めていたが、バスケットボールを続けるには、身長が低かったことから、サッカーをすることとなった。1986-87シーズン、当時セリエCのブリンディジでプロデビューを果たした。
1989年から2シーズンプレーした、パドヴァどのプレーで、1991-92シーズン、パルマに移籍したが、パルマの同じポジションには、全盛期のアルベルト・ディ・キアーラが居たことから、当初はディ・キアーラの控え選手の扱いであった。何とか試合に出場するために、ネヴィオ・スカラ監督に「パドバでは右サイドバックで起用されていた。」と嘘をついたことから、右サイドバックとして起用されるようになった。1991年9月15日のSSCナポリ戦でセリエAの舞台にデビューした。
1994-95シーズン、1998-99シーズンと二度のUEFAカップ優勝やUEFAカップウィナーズカップなど、全ての試合の決勝でプレーし、8つのタイトルの優勝に貢献するなど、パルマファンに最も愛された選手の一人であった。1994年の夏、ユヴェントスが獲得に動き、ユヴェントスのGMであった、モッジとも面会したが、この時、何故か移籍する気が起きず、残留を選んだ。

## 代表経歴
イタリア代表としては1993年9月22日に行われたの1994 FIFAワールドカップ・ヨーロッパ予選のエストニア戦でデビュー。1994 FIFAワールドカップ初戦のアイルランド戦では、右サイドバックにマウロ・タソッティが起用されたが、第2戦のノルウェー戦から先発起用され、合計6試合に出場した。決勝トーナメント1回戦のナイジェリア戦ではPKを獲得し、そのPKをR・バッジオが決めてイタリアはベスト8に進んだ。決勝のブラジル戦では、左サイドバックで起用された。
その後、1997年10月29日に行われた1998 FIFAワールドカップ・ヨーロッパ予選プレーオフのロシア戦を最後に代表から退くまで国際Aマッチ23試合に出場した。

## 個人成績

### 代表での成績
出典
| イタリア代表 | 国際Aマッチ | 国際Aマッチ |
| 年           | 出場        | 得点        |
| ------------ | ----------- | ----------- |
| 1993         | 3           | 0           |
| 1994         | 11          | 0           |
| 1995         | 6           | 0           |
| 1996         | 0           | 0           |
| 1997         | 3           | 0           |
| 通算         | 23          | 0           |